# Třída Nyayo
Třída Nyayo je třída raketových člunů keňského námořnictva. Celkem byly postaveny dvě jednotky této třídy. Po modernizaci ukončené roku 2011 již nenesou protilodní střely a slouží jako hlídkové čluny.

## Stavba
Dvojice raketových člunů byla Keňou objednána roku 1984. Třídu navrhla britská loděnice Vosper Thornycroft na základě svého typu Vita, zakoupeného rovněž námořnictvem Ománu (třída Dhofar) a později v modifikované verzi námořnictvem Kataru (třída Barzan). Plavidla byla postavena loděnicí VT v Southamptonu. Do služby byla přijata v roce 1988.
Jednotky třídy Nyayo:
| Jméno             | Spuštěna | Vstup do služby | Status  |
| ----------------- | -------- | --------------- | ------- |
| KNS Nyayo (P3126) | 1986     | červenec 1987   | aktivní |
| KNS Umoja (P3127) | 1987     | září 1988       | aktivní |

## Konstrukce
Plavidla nesou námořní vyhledávací radar AWS-4, navigační radar AC 1226, radar pro řízení palby ST802, elektronický systém Cutlass RWR, systém elektronického boje Cygnus a dva odpalovače klamných cílů Barricade.
Hlavňovou výzbroj tvoří jeden 76mm kanón OTO Melara Compact s dostřelem 16 km v dělové věži na přídi, dále dva dvouúčelové 30mm kanóny Oerlikon ve věži na zádi a dva 20mm kanóny Oerlikon. Hlavní údernou výzbroj představovaly čtyři protilodní střely Otomat Mk.2 s dosahem 160 km.
Pohonný systém tvoří čtyři diesely Paxmen-Valenta 18 RP 20 CM o celkovém výkonu 13 570 kW. Lodní šrouby jsou čtyři. Nejvyšší rychlost dosahuje 40 uzlů. Dosah je 3700 km při rychlosti 18 uzlů.

### Modernizace

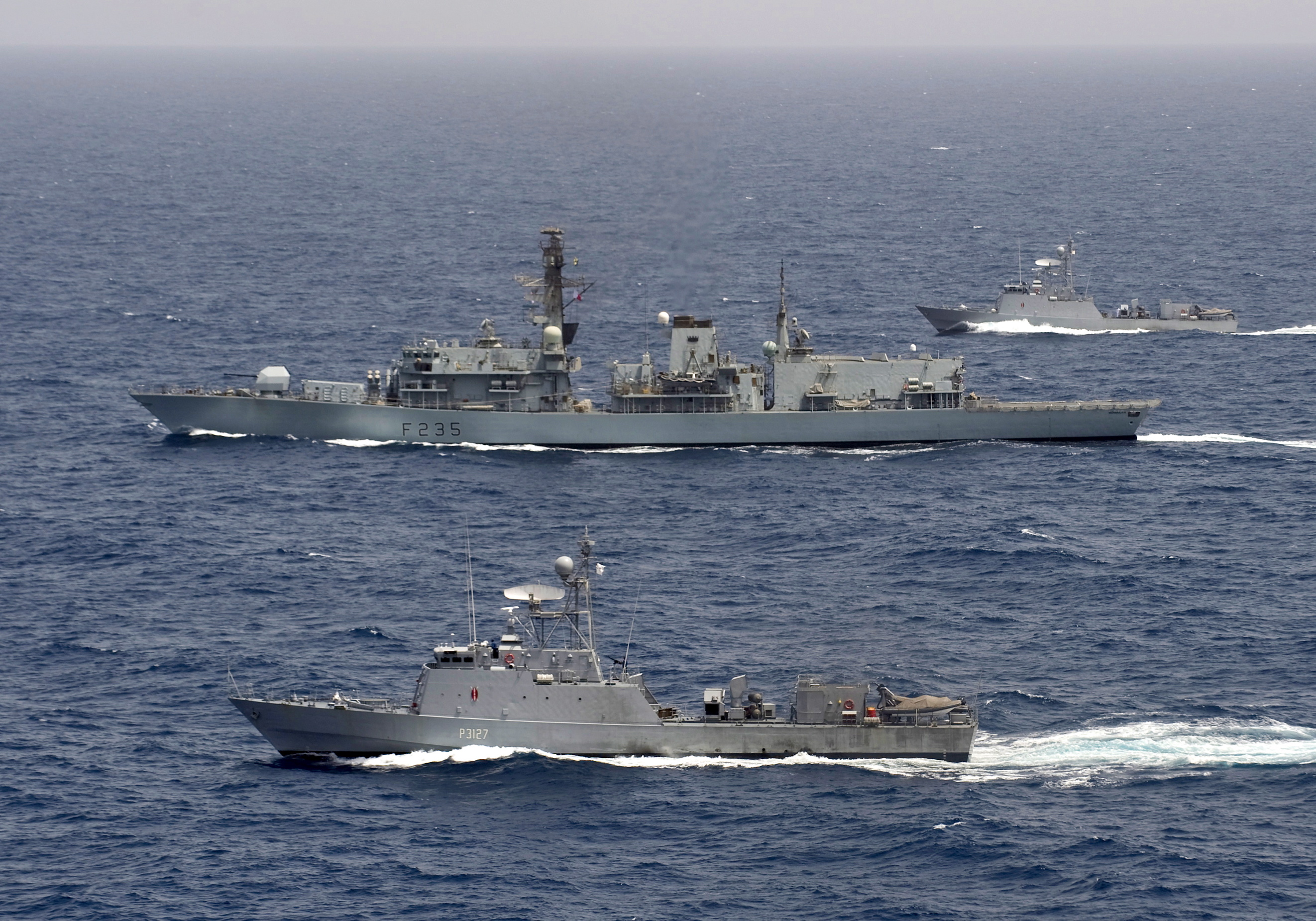
Mosdernizované čluny třídy Nyayo doprovázející britskou fregatu HMS Monmouth

V roce 2008 byl italské loděnici Fincantieri zadán kontrakt na rozsáhlou opravu a modernizaci obou jednotek třídy Nyayo. Modernizace proběhla do roku 2011 v La Spezia. Během ní došlo k výměně plné třetiny konstrukce každého z plavidel. Opraven byl rovněž pohonný systém, elektronika i ubikace. Instalován byl nový navigační radar Furano. Z paluby obou lodí byly naopak demontovány protilodní střely Otomat.

## Operační služba
Plavidla třídy Nyayo se zapojila do konfliktu v Somálsku. V září 2006 se například podílela na provedení výsadku do somálského přístavu Kismaayo.